# کالج لانگارا
کالج لانگارا (انگلیسی: Langara College) یک کالج دولتی اعطا کننده مدرک در ونکوور، بریتیش کلمبیا، کانادا است که سالانه به حدود ۲۲۰۰۰ دانشجو از طریق دانشگاه، شغل و برنامه‌های مطالعاتی خدمات ارائه می‌دهد.